# Salem's Lot (2004)
Salem's Lot is een Amerikaanse horror-miniserie uit 2004 onder regie van Mikael Salomon. Het verhaal is gebaseerd op het gelijknamige boek van Stephen King. Hiervan werd in 1979 ook een televisiefilm gemaakt door regisseur Tobe Hooper. Salomons versie van Salem's Lot werd genomineerd voor onder meer de Saturn Awards voor beste televisieproductie en beste bijrolspeelster (Samantha Mathis) en voor een Emmy Award voor de muziek.

## Verhaal
Ben Mears (Rob Lowe) was zeven jaar oud toen hij zijn geboortestadje Jerusalem's (Salem's) Lot verliet. Hij keert 25 jaar later terug om de waarheid over de geheimzinnige verdwijningen, spookverhalen en geestverschijningen bloot te leggen. Tegelijkertijd is er ongemerkt ook een vreemdeling aangekomen, die een geheim bij zich draagt dat zo oud is als de wereld. Wie hij aanraakt zal sterven. Alles staat op het punt voor altijd te veranderen voor Susan Norton (Samantha Mathis), priester Donald Callahan (James Cromwell) en de jonge Mark Petrie (Dan Byrd), die zijn fantasiewereld realiteit ziet worden. Toch blijkt juist hij het beste in staat de problemen in Salem's Lot het hoofd te bieden.

## Rolbezetting
- Rob Lowe als Ben Mears
- Andre Braugher als Matt Burke
- Donald Sutherland als Richard Straker
- Samantha Mathis als Susan Norton
- Dan Byrd als Mark Petrie
- Rutger Hauer als Kurt Barlow
- Robert Mammone als dokter James Cody
- James Cromwell als priester Donald Callahan
- Andy Anderson als Charlie Rhodes
- Robert Grubb als Larry Crockett
- Steven Vidler als Sheriff Parkins (as Steve Vidler)
- Penny McNamee als Ruth Crockett
- Brendan Cowell als Dud Rogers
- Christopher Morris als Mike Ryerson
- Todd MacDonald als Floyd Tibbits